# Ophiostoma setosum
Ophiostoma setosum är en svampart som beskrevs av Uzunovic, Seifert, S.H. Kim & C. Breuil 2000. Ophiostoma setosum ingår i släktet Ophiostoma och familjen Ophiostomataceae.   Inga underarter finns listade i Catalogue of Life.